# Ptochophyle phlogea
Ptochophyle phlogea är en fjärilsart som beskrevs av Louis Beethoven Prout 1938. Ptochophyle phlogea ingår i släktet Ptochophyle och familjen mätare. Inga underarter finns listade.